# Halichoeres hartzfeldii
Halichoeres hartzfeldii (Bleeker, 1852) è un pesce di acqua salata appartenente alla famiglia Labridae.

## Distribuzione e habitat
Proviene dalle barriere coralline dell'ovest dell'oceano Pacifico, in particolare lungo le coste di Indonesia e Giappone. Nuota vicino alla costa a basse profondità, raramente oltrepassa gli 11 m; predilige le zone con fondali sabbiosi.

## Descrizione
Presenta un corpo allungato e leggermente compresso ai lati. La testa ha un profilo appuntito soltanto negli esemplari giovanili. La lunghezza massima registrata è di 18 cm.
La colorazione varia abbastanza nel corso della vita del pesce: i giovani sono grigi pallidi o talvolta rossastri con una linea gialla lungo i fianchi che parte dalla bocca e termina con una macchia nera sul peduncolo caudale. Gli adulti, invece, sono prevalentemente azzurri-verdastri, con appariscenti disegni rossi-violacei irregolari, con il bordo azzurro, sul corpo e sulle pinne. La pinna caudale ha il margine dritto.
Somiglia molto a Halichoeres zeylonicus del quale potrebbe essere una sottospecie.

## Biologia

### Comportamento
Nuota in piccoli banchi composti da pochi esemplari, di solito femmine con un solo maschio dominante.

### Riproduzione
È oviparo e la fecondazione è esterna. Non ci sono cure nei confronti delle uova.

## Conservazione
Questa specie viene classificata come "a rischio minimo" (LC) dalla lista rossa IUCN perché è catturata solo raramente per essere allevata in acquario e non è di particolare interesse per la pesca. È diffusa in alcune aree marine protette.